# Laghouat-ksel
 (mai 2013).
Si vous disposez d'ouvrages ou d'articles de référence ou si vous connaissez des sites web de qualité traitant du thème abordé ici, merci de compléter l'article en donnant les références utiles à sa vérifiabilité et en les liant à la section « Notes et références ».
Laghouat-ksel est une tribu d'origine berbère zénète de la branche des Maghraouas, totalement arabisée de langue aujourd'hui, mais restant en bloc homogène, située principalement dans l'Est est-sud-est d'El Bayadh.
Selon les historiens, cette tribu a donné son nom a la ville de Laghouat[réf. nécessaire]. Cette tribu est un serviteur fanatique des sidi-cheikh (tariqua cheikheya). 

## Géographie
Sa principale résidence, et la majeure partie de ses divisions se trouve dans la wilaya d'El Bayadh (principalement dans les mont du Ksel), mais il existe plusieurs fractions dans la ville de Laghouat (ouled serghine), ainsi dans la région d'Aïn Témouchent et d'Oran.

## Divisions
Les divisions de tribu sont :
- Ouled serghine (djemmani et beddaras) dans la ville de Laghouat ;
- Ouled aissa ;
- Ouled moumen ;
- Ouled amran ;
- Ouled bourezig (reziguet) ;
- Ouled bouguerrig (guerraridj) ;
- Ahl stitten ;
- ainsi que les ksour Stitten, Brezina, Rassoul (en mélange avec les Beni Zeroual).